# Ministerium für Soziales, Jugend, Familie, Senioren, Integration und Gleichstellung des Landes Schleswig-Holstein

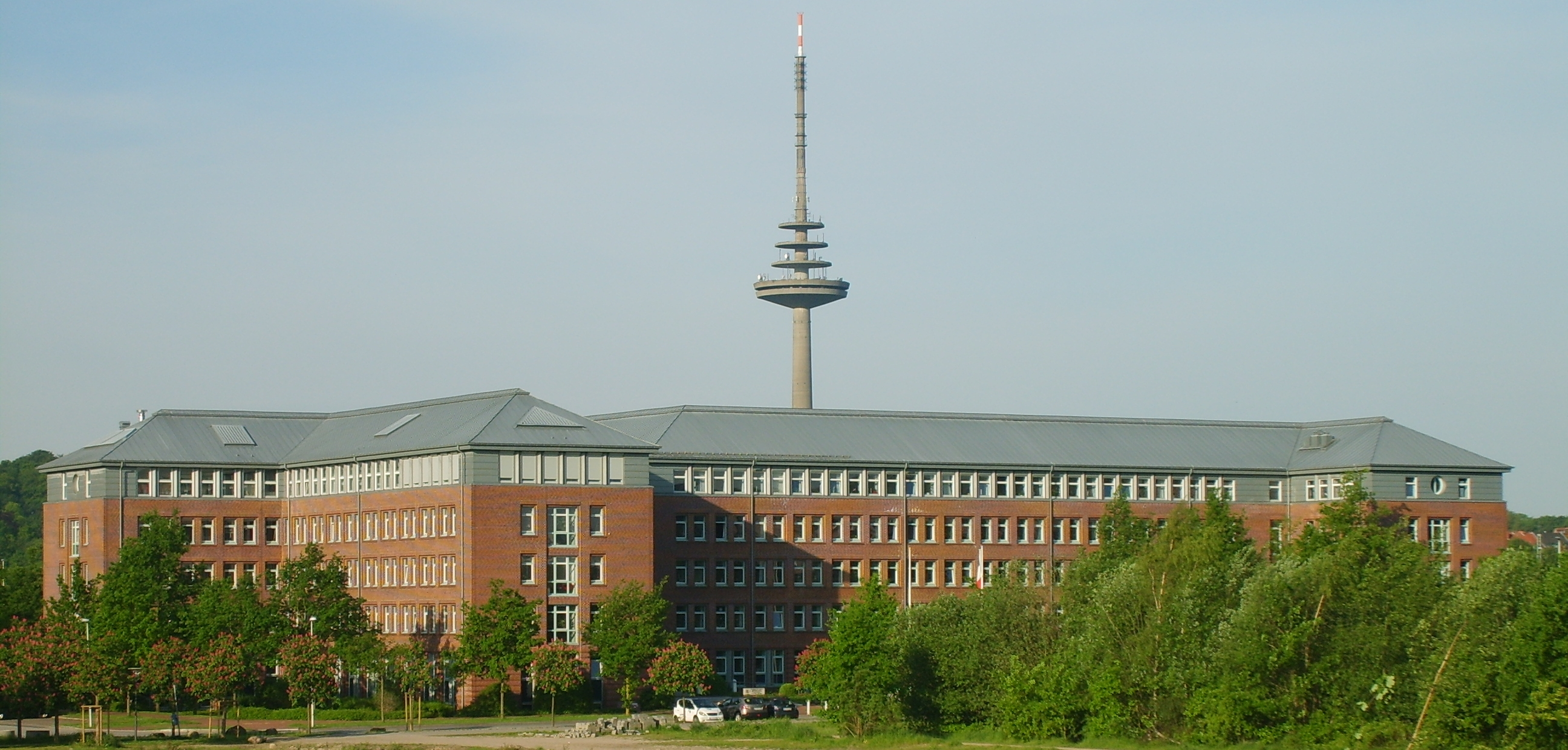
Das Ministerium von der Gablenzbrücke aus gesehen (im Hintergrund der Kieler Fernmeldeturm)

Das Ministerium für Soziales, Jugend, Familie, Senioren, Integration und Gleichstellung des Landes Schleswig-Holstein (MSJFSIG) ist das Sozialministerium von Schleswig-Holstein. Ministerin im Kabinett Günther II ist seit dem 29. Juni 2022 Aminata Touré (Bündnis 90/Die Grünen). Staatssekretäre sind Silke Schiller-Tobies und Johannes Albig (beide ebenfalls Bündnis 90/Die Grünen).

## Geschichte
Ein Ministerium für Volkswohlfahrt existierte bereits 1946 in der ersten Landesregierung von Schleswig-Holstein. 1949 wurde es offiziell zum „Sozialministerium“ umgetitelt. Bis heute waren der Behörde zeitweise zusätzliche Zuständigkeiten zugeteilt, beispielsweise die Arbeits- oder die Gesundheitspolitik. In jetziger Form besteht das Ministerium seit einem neuen Ressortzuschnitt im Zuge der Bildung des Kabinetts Günther II im Juni 2022.
Folgende Minister waren bisher in Schleswig-Holstein für die Sozialpolitik zuständig:
| Name                                                                             | Amtsantritt                                      | Kabinett                           | Partei                      |
| Minister für Volkswohlfahrt                                                      | Minister für Volkswohlfahrt                      | Minister für Volkswohlfahrt        | Minister für Volkswohlfahrt |
| -------------------------------------------------------------------------------- | ------------------------------------------------ | ---------------------------------- | --------------------------- |
| Kurt Pohle                                                                       | 11. April 1946                                   | Steltzer I                         | SPD                         |
| Franz Ryba                                                                       | 2. Dezember 1946                                 | Steltzer II                        | CDU                         |
| Paul Pagel                                                                       | 28. März 1947                                    | Steltzer II                        | CDU                         |
| Minister für Wohlfahrt und Arbeit                                                |                                                  |                                    |                             |
| Kurt Pohle                                                                       | 28. April 1947                                   | Lüdemann                           | SPD                         |
| Minister für Wohlfahrt und Gesundheitswesen                                      |                                                  |                                    |                             |
| Kurt Pohle                                                                       | 6. August 1948                                   | Lüdemann                           | SPD                         |
| Minister für Soziales                                                            |                                                  |                                    |                             |
| Walter Damm                                                                      | 29. August 1949                                  | Diekmann                           | SPD                         |
| Minister für Soziales, Arbeit und Flüchtlingsfragen                              |                                                  |                                    |                             |
| Hans-Adolf Asbach                                                                | 5. September 1950                                | Bartram                            | GB/BHE                      |
| Minister für Arbeit, Soziales und Vertriebene                                    |                                                  |                                    |                             |
| Hermann Andersen (kommissarisch)                                                 | 25. Juni 1951                                    | Lübke I                            | FDP                         |
| Hans-Adolf Asbach                                                                | 27. Juli 1951 11. Oktober 1954                   | Lübke II von Hassel I              | GB/BHE                      |
| Lena Ohnesorge                                                                   | 21. Oktober 1957 27. Oktober 1958 7. Januar 1963 | von Hassel I von Hassel II Lemke I | CDU                         |
| Otto Eisenmann                                                                   | 3. Mai 1967                                      | Lemke II                           | FDP                         |
| Hans-Hellmuth Qualen (kommissarisch)                                             | 16. November 1969                                | Lemke II                           | FDP                         |
| Minister für Soziales                                                            |                                                  |                                    |                             |
| Karl Eduard Claussen                                                             | 24. Mai 1971 26. Mai 1975                        | Stoltenberg I Stoltenberg II       | CDU                         |
| Walter Braun                                                                     | 29. Mai 1979 4. Oktober 1982                     | Stoltenberg III Barschel I         | CDU                         |
| Ursula von Brockdorff                                                            | 13. April 1983 2. Oktober 1987                   | Barschel II Schwarz                | CDU                         |
| Minister für Soziales, Gesundheit und Energie                                    |                                                  |                                    |                             |
| Günther Jansen                                                                   | 31. Mai 1988                                     | Engholm I                          | SPD                         |
| Minister für Arbeit, Soziales, Jugend, Gesundheit und Energie                    |                                                  |                                    |                             |
| Günther Jansen                                                                   | 5. Mai 1992                                      | Engholm II                         | SPD                         |
| Claus Möller                                                                     | 24. März 1993                                    | Engholm II                         | SPD                         |
| Minister für Arbeit und Soziales, Jugend und Gesundheit                          |                                                  |                                    |                             |
| Heide Moser                                                                      | 19. Mai 1993                                     | Simonis I                          | SPD                         |
| Minister für Arbeit und Soziales und Gesundheit                                  |                                                  |                                    |                             |
| Heide Moser                                                                      | 22. Mai 1996                                     | Simonis II                         | SPD                         |
| Minister für Arbeit, Gesundheit und Soziales                                     |                                                  |                                    |                             |
| Heide Moser                                                                      | 28. März 2000                                    | Simonis III                        | SPD                         |
| Minister für Soziales, Gesundheit und Verbraucherschutz                          |                                                  |                                    |                             |
| Heide Moser                                                                      | 1. März 2003                                     | Simonis III                        | SPD                         |
| Gitta Trauernicht                                                                | 26. Mai 2004                                     | Simonis III                        | SPD                         |
| Minister für Soziales, Gesundheit, Familie, Jugend und Senioren                  |                                                  |                                    |                             |
| Gitta Trauernicht                                                                | 27. April 2005                                   | Carstensen I                       | SPD                         |
| Christian von Boetticher                                                         | 21. Juli 2009                                    | Carstensen I                       | CDU                         |
| Minister für Arbeit, Soziales und Gesundheit                                     |                                                  |                                    |                             |
| Heiner Garg                                                                      | 27. Oktober 2009                                 | Carstensen II                      | FDP                         |
| Minister für Soziales, Gesundheit, Familie und Gleichstellung                    |                                                  |                                    |                             |
| Kristin Alheit                                                                   | 12. Juni 2012                                    | Albig                              | SPD                         |
| Minister für Soziales, Gesundheit, Wissenschaft und Gleichstellung               |                                                  |                                    |                             |
| Kristin Alheit                                                                   | 16. September 2014                               | Albig                              | SPD                         |
| Minister für Soziales, Gesundheit, Jugend, Familie und Senioren                  |                                                  |                                    |                             |
| Heiner Garg                                                                      | 28. Juni 2017                                    | Günther I                          | FDP                         |
| Minister für Soziales, Jugend, Familie, Senioren, Integration und Gleichstellung |                                                  |                                    |                             |
| Aminata Touré                                                                    | 29. Juni 2022                                    | Günther II                         | Grüne                       |

## Aufgaben
Das Ministerium ist zuständig für folgende Themengebiete:
- Kinder, Jugend und Familie
- Sozial- und Behindertenpolitik
- Senioren
- Sozialsysteme und Arbeitsschutz
- Unterstützung der Kommunen im Bereich Kindertagesbetreuung

## Organisation
Im Ministerium sind ca. 330 Mitarbeiter beschäftigt. Das Ministerium teilt sich auf in den Stabsbereich und Abteilungen.
- Die Abteilung 1 (Allgemeine Abteilung) ist für Organisation, Haushalt, Personal, Informationstechnik und Justitiariat zuständig.
- Die Abteilung 2 (Soziales) verantwortet die Themen Sozialversicherungssysteme: Rente, gesetzliche Krankenversicherung, Pflegeversicherung. Prävention, Arbeits- und Verbraucherschutz.
- In der Abteilung 3 (Kinder, Jugend, Familie und Landesjugendamt) ist neben den genannten Themen die Aufgabe des Landesjugendamtes als oberste Landesjugendbehörde angesiedelt.

Die Abteilung Reaktorsicherheit und Strahlenschutz hatte die Atomaufsicht inne. Heute unterliegt sie dem Ministerium für Energiewende, Klimaschutz, Umwelt und Natur.

## GESA – Gesundheit am Arbeitsplatz
Initiiert durch das Sozialministerium arbeitet das schleswig-holsteinische Netzwerk zur betrieblichen Gesundheitsförderung GESA (Akronym für Gesundheit am Arbeitsplatz) daran, mehr Betriebe und Behörden für die betriebliche Gesundheitsförderung zu gewinnen. GESA vernetzt schleswig-holsteinische Fachleute der betrieblichen Gesundheitsförderung und erleichtert deren Kooperation, Informations- und Erfahrungsaustausch. Ferner soll Betrieben die Kontaktaufnahme zu den Fachleuten erleichtert werden.
In dem Netzwerk haben sich Krankenkassen, Berufsgenossenschaften, Unternehmensverbände, Gewerkschaften, Arbeitsschutzbehörden, Hochschulen, Berufs- und Fachverbände, Betriebsärzte sowie Berater als Kooperationspartner zusammengeschlossen. Seit 2002 verfolgen sie ihr gemeinsames Ziel, mehr Betriebe in Schleswig-Holstein für die betriebliche Gesundheitsförderung gewinnen zu wollen.